# Páramo de Sonsón
Páramo de Sonsón är ett högland i Colombia.   Det ligger i departementet Antioquía, i den centrala delen av landet, 180 km nordväst om huvudstaden Bogotá.